# 月球邊緣
月球邊緣是從地球的角度愾見的月球表面邊緣。月球的天秤動與不規則的表面，使它的邊緣有微小的變動，導致日食的計算的工作變成複雜和困難的任務。然而，對應於月球表面的資料允許天為學家預測給定的任何時間月球剖面的確實高度。月球邊緣的不規則是造成倍里珠的主要原因 －在日全食的時候，某些地方的陽光可以成串的通過，在別的地方卻不行。
黑色的天空對比於明亮的邊緣，使得這個現象成為測試望遠鏡和雙筒鏡的光學標的。